# Csaba Fenyvesi
Dans le nom hongrois Fenyvesi Csaba, le nom de famille précède le prénom, mais cet article utilise l’ordre habituel en français Csaba Fenyvesi, où le prénom précède le nom.
Csaba Fenyvesi est un escrimeur hongrois né le 14 avril 1943 à Budapest (Hongrie) et mort le 3 novembre 2015 dans la même ville. 
Il est triple champion olympique d'épée, ayant remporté le titre par équipe en 1968 et 1972 ainsi que le titre individuel en 1972.